# Byron Black
Byron Hamish Black (ur. 6 października 1969 w Salisbury) – zimbabwejski tenisista, zwycięzca French Open 1994 w grze podwójnej, lider rankingu ATP deblistów, reprezentant w Pucharze Davisa, olimpijczyk z Atlanty (1996).
Byron Black pochodzi z rodziny o tradycjach związanych z tenisem. Ojciec Don w przeszłości był zawodowym tenisistą, a jego młodsze rodzeństwo – brat Wayne i siostra Cara – byli czołowymi deblistami, wygrywającymi wielkoszlemowe turnieje.
14 grudnia 1996 roku Black poślubił Fionę. 27 lipca 2000 roku urodziła się ich córka Shawn. Bratową Blacka jest była kazachska tenisistka Irina Sielutina.

## Kariera tenisowa
Jest jednym z niewielu profesjonalnych graczy, wykonującym oburęczny forhend.
Jako zawodowy tenisista Black występował w latach 1991–2002.
W grze pojedynczej wygrał 2 turnieje kategorii ATP World Tour, najpierw w sezonie 1996 w Seulu (w finale pokonał Martina Damma), a w 1999 roku w Ćennaju (w meczu finałowym pokonał Rainera Schüttlera). Ponadto był uczestnikiem 8 innych finałów singlowych, w których ostatecznie został pokonany. Najwyżej sklasyfikowany w rankingu singlistów był pod koniec kwietnia 1996 roku na 22. miejscu.
W grze podwójnej Black jest mistrzem wielkoszlemowego French Open 1994. Razem z Jonathanem Starkiem w drodze po tytuł stracili 1 seta, a w pojedynku finałowym pokonał szwedzki debel Jan Apell–Jonas Björkman 6:4, 7:6. Łącznie Black wygrał 22 turnieje ATP World Tour w grze podwójnej oraz 19 razy był finalistą rozgrywek tej rangi (w tym Australian Open 1994 i Australian Open 2001 oraz Wimbledonu 1996). W połowie lutego 1994 roku został sklasyfikowany na pozycji lidera rankingu deblistów. Na szczycie listy gry podwójnej znajdował się przez 8 tygodni, do lipca 1994 roku.
W latach 1987–2002 Black reprezentował swój kraj w Pucharze Davisa, rozgrywając przez ten czas 84 meczów zarówno w singlu, jak i deblu, z których wygrał 56 pojedynków.
W 1996 roku zagrał na igrzyskach olimpijskich w Atlancie. Zarówno w singlu i deblu doszedł do 2 rundy, w grze podwójnej partnerując Wayne’owi Blackowi.

### Finały w turniejach ATP World Tour

#### Gra pojedyncza (2–8)
| Legenda                             |
| Wielki Szlem (0–0)                  |
| Igrzyska olimpijskie (0–0)          |
| Tennis Masters Cup (0–0)            |
| ATP Masters Series (0–0)            |
| ATP International Series Gold (0–2) |
| ATP International Series (2–6)      |

| Wygrane według nawierzchni |
| Twarda (2–5)               |
| Ceglana (0–0)              |
| Trawiasta (0–2)            |
| Dywanowa (0–1)             |

| Końcowy wynik | Nr | Data              | Turniej    | Nawierzchnia    | Przeciwnik            | Wynik finału     |
| Finalista     | 1. | 7 stycznia 1996   | Adelaide   | Twarda          | Jewgienij Kafielnikow | 6:7(0), 6:3, 1:6 |
| Finalista     | 2. | 14 kwietnia 1996  | Nowe Delhi | Twarda          | Thomas Enqvist        | 2:6, 6:7(3)      |
| Zwycięzca     | 1. | 28 kwietnia 1996  | Seul       | Twarda          | Martin Damm           | 7:6(3), 6:3      |
| Finalista     | 3. | 12 kwietnia 1998  | Hongkong   | Twarda          | Kenneth Carlsen       | 2:6, 0:6         |
| Finalista     | 4. | 19 kwietnia 1998  | Tokio      | Twarda          | Andrei Pavel          | 3:6, 4:6         |
| Finalista     | 5. | 21 czerwca 1998   | Nottingham | Trawiasta       | Jonas Björkman        | 3:6, 2:6         |
| Zwycięzca     | 2. | 11 kwietnia 1999  | Ćennaj     | Twarda          | Rainer Schüttler      | 6:4, 1:6, 6:3    |
| Finalista     | 6. | 14 listopada 1999 | Moskwa     | Dywanowa (hala) | Jewgienij Kafielnikow | 6:7(2), 4:6      |
| Finalista     | 7. | 20 lutego 2000    | Memphis    | Twarda (hala)   | Magnus Larsson        | 2:6, 6:1, 3:6    |
| Finalista     | 8. | 25 czerwca 2000   | Nottingham | Trawiasta       | Sébastien Grosjean    | 6:7(7), 3:6      |

#### Gra podwójna (22–19)
| Legenda                             |
| Wielki Szlem (1–3)                  |
| Igrzyska olimpijskie (0–0)          |
| Tennis Masters Cup (0–0)            |
| ATP Masters Series (5–5)            |
| ATP International Series Gold (4–3) |
| ATP International Series (12–8)     |

| Wygrane według nawierzchni |
| Twarda (14–11)             |
| Ceglana (4–2)              |
| Trawiasta (1–2)            |
| Dywanowa (3–4)             |

| Końcowy wynik | Nr  | Data                 | Turniej                    | Nawierzchnia    | Partner           | Przeciwnicy w finale                 | Wynik finału        |
| Finalista     | 1.  | 19 kwietnia 1992     | Hongkong                   | Twarda          | Byron Talbot      | Brad Gilbert Jim Grabb               | 2:6, 1:6            |
| Zwycięzca     | 1.  | 4 kwietnia 1993      | Durban                     | Twarda          | Lan Bale          | Johan De Beer Marcos Ondruska        | 7:6, 6:2            |
| Finalista     | 2.  | 11 lipca 1993        | Newport                    | Trawiasta       | Jim Pugh          | Javier Frana Christo Van Rensburg    | 6:4, 1:6, 6:7       |
| Zwycięzca     | 2.  | 25 lipca 1993        | Waszyngton                 | Twarda          | Rick Leach        | Grant Connell Patrick Galbraith      | 6:4, 7:5            |
| Finalista     | 3.  | 29 sierpnia 1993     | Schenectady                | Twarda          | Brett Steven      | Bernd Karbacher Andriej Olchowski    | 6:2, 6:7, 1:6       |
| Zwycięzca     | 3.  | 3 października 1993  | Bazylea                    | Twarda (hala)   | Jonathan Stark    | Brad Pearce Dave Randall             | 3:6, 7:5, 6:3       |
| Zwycięzca     | 4.  | 10 października 1993 | Tuluza                     | Twarda (hala)   | Jonathan Stark    | David Prinosil Udo Riglewski         | 7:5, 7:6            |
| Zwycięzca     | 5.  | 24 października 1993 | Wiedeń                     | Dywanowa (hala) | Jonathan Stark    | Mike Bauer David Prinosil            | 6:3, 7:6            |
| Zwycięzca     | 6.  | 7 listopada 1993     | Paryż                      | Dywanowa (hala) | Jonathan Stark    | Tom Nijssen Cyril Suk                | 7:6, 6:4            |
| Finalista     | 4.  | 9 stycznia 1994      | Adelaide                   | Twarda          | David Adams       | Andrew Kratzmann Mark Kratzmann      | 4:6, 3:6            |
| Finalista     | 5.  | 30 stycznia 1994     | Australian Open, Melbourne | Twarda          | Jonathan Stark    | Jacco Eltingh Paul Haarhuis          | 7:6, 3:6, 4:6, 3:6  |
| Finalista     | 6.  | 6 lutego 1994        | San Jose                   | Twarda (hala)   | Jonathan Stark    | Rick Leach Jared Palmer              | 6:4, 4:6, 4:6       |
| Zwycięzca     | 7.  | 13 lutego 1994       | Memphis                    | Twarda (hala)   | Jonathan Stark    | Jim Grabb Jared Palmer               | 6:2, 6:4            |
| Finalista     | 7.  | 6 marca 1994         | Indian Wells               | Twarda          | Jonathan Stark    | Grant Connell Patrick Galbraith      | 6:4, 4:6, 4:6       |
| Zwycięzca     | 8.  | 5 czerwca 1994       | French Open, Paryż         | Ceglana         | Jonathan Stark    | Jan Apell Jonas Björkman             | 6:4, 7:6            |
| Zwycięzca     | 9.  | 31 lipca 1994        | Toronto                    | Twarda          | Jonathan Stark    | Patrick McEnroe Jared Palmer         | 6:4, 6:4            |
| Finalista     | 8.  | 9 października 1994  | Sydney                     | Twarda (hala)   | Jonathan Stark    | Jacco Eltingh Paul Haarhuis          | 4:6, 6:7            |
| Finalista     | 9.  | 16 października 1994 | Tokio                      | Dywanowa (hala) | Jonathan Stark    | Grant Connell Patrick Galbraith      | 3:6, 6:3, 4:6       |
| Finalista     | 10. | 6 listopada 1994     | Paryż                      | Dywanowa (hala) | Jonathan Stark    | Jacco Eltingh Paul Haarhuis          | 6:3, 6:7, 5:7       |
| Finalista     | 11. | 8 stycznia 1995      | Adelaide                   | Twarda          | Grant Connell     | Jim Courier Patrick Rafter           | 6:7, 4:6            |
| Finalista     | 12. | 14 maja 1995         | Hamburg                    | Ceglana         | Andriej Olchowski | Wayne Ferreira Jewgienij Kafielnikow | 1:6, 6:7            |
| Zwycięzca     | 10. | 28 maja 1995         | Bolonia                    | Ceglana         | Jonathan Stark    | Libor Pimek Vince Spadea             | 7:5, 6:3            |
| Zwycięzca     | 11. | 12 listopada 1995    | Moskwa                     | Dywanowa (hala) | Jared Palmer      | Tommy Ho Brett Steven                | 6:4, 3:6, 6:3       |
| Zwycięzca     | 12. | 18 lutego 1996       | Dubaj                      | Twarda          | Grant Connell     | Karel Nováček Jiří Novák             | 6:0, 6:1            |
| Finalista     | 13. | 3 marca 1996         | Filadelfia                 | Dywanowa (hala) | Grant Connell     | Todd Woodbridge Mark Woodforde       | 1:6, 6:7            |
| Finalista     | 14. | 14 kwietnia 1996     | Nowe Delhi                 | Twarda          | Sandon Stolle     | Jonas Björkman Nicklas Kulti         | 6:4, 4:6, 4:6       |
| Zwycięzca     | 13. | 19 maja 1996         | Rzym                       | Ceglana         | Grant Connell     | Libor Pimek Byron Talbot             | 6:2, 6:3            |
| Zwycięzca     | 14. | 23 czerwca 1996      | Halle                      | Trawiasta       | Grant Connell     | Jewgienij Kafielnikow Daniel Vacek   | 6:1, 7:5            |
| Finalista     | 15. | 7 lipca 1996         | Wimbledon, Londyn          | Trawiasta       | Grant Connell     | Todd Woodbridge Mark Woodforde       | 6:4, 4:6, 4:6       |
| Zwycięzca     | 15. | 18 sierpnia 1996     | New Haven                  | Twarda          | Grant Connell     | Jonas Björkman Nicklas Kulti         | 6:4, 6:4            |
| Finalista     | 16. | 18 maja 1997         | Rzym                       | Ceglana         | Alex O’Brien      | Mark Knowles Daniel Nestor           | 3:6, 6:4, 5:7       |
| Zwycięzca     | 16. | 12 kwietnia 1998     | Hongkong                   | Twarda          | Alex O’Brien      | Neville Godwin Tuomas Ketola         | 7:5, 6:1            |
| Finalista     | 17. | 28 lutego 1999       | Londyn                     | Dywanowa (hala) | Wayne Ferreira    | Tim Henman Greg Rusedski             | 3:6, 6:7(6)         |
| Zwycięzca     | 17. | 1 sierpnia 1999      | Los Angeles                | Twarda          | Wayne Ferreira    | Goran Ivanišević Brian MacPhie       | 6:2, 7:6(4)         |
| Finalista     | 18. | 8 sierpnia 1999      | Montreal                   | Twarda          | Wayne Ferreira    | Jonas Björkman Patrick Rafter        | 6:7(5), 4:6         |
| Zwycięzca     | 18. | 15 sierpnia 1999     | Cincinnati                 | Twarda          | Jonas Björkman    | Todd Woodbridge Mark Woodforde       | 6:3, 7:6(6)         |
| Zwycięzca     | 19. | 31 października 1999 | Stuttgart                  | Twarda (hala)   | Jonas Björkman    | David Adams John-Laffnie de Jager    | 6:7(6), 7:6(2), 6:0 |
| Zwycięzca     | 20. | 27 lutego 2000       | Meksyk                     | Ceglana         | Donald Johnson    | Gastón Etlis Martín Rodríguez        | 6:3, 7:5            |
| Zwycięzca     | 21. | 7 stycznia 2001      | Ćennaj                     | Twarda          | Wayne Black       | Barry Cowan Mosé Navarra             | 6:4, 6:3            |
| Finalista     | 19. | 28 stycznia 2001     | Australian Open, Melbourne | Twarda          | David Prinosil    | Jonas Björkman Todd Woodbridge       | 1:6, 7:5, 4:6, 4:6  |
| Zwycięzca     | 22. | 23 września 2001     | Szanghaj                   | Twarda          | Thomas Shimada    | John-Laffnie de Jager Robbie Koenig  | 6:2, 3:6, 7:5       |